# ملی‌گرایی کاتالان

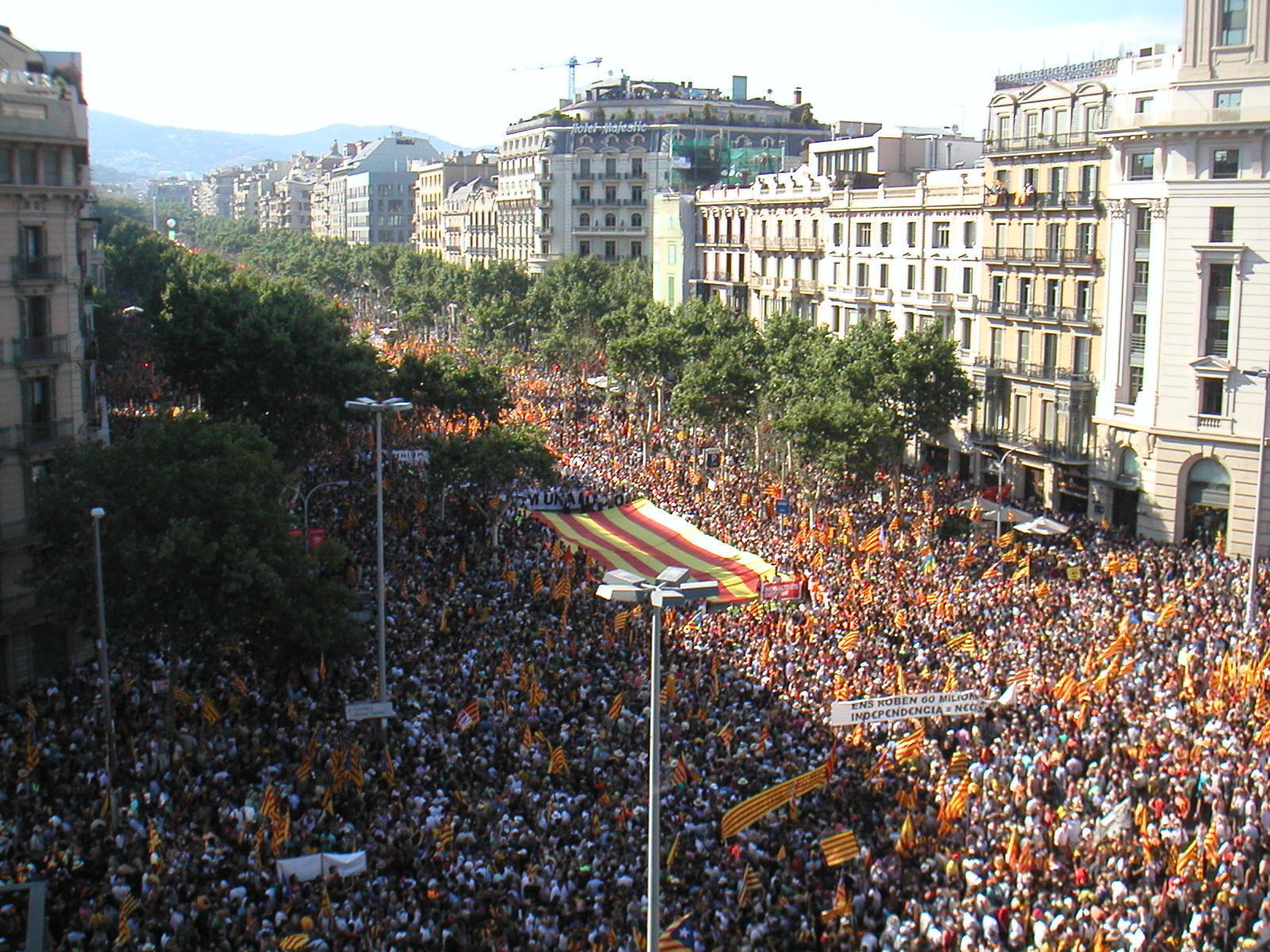
نمایی از تظاهرات ۱۰ ژوئیه ۲۰۱۰ در بارسلون

ملی‌گرایی کاتالان یا کاتالانیسم (به کاتالان: Catalanisme) جنبشی سیاسی برای حمایت از استقلال سیاسی یا استقلال کامل کاتالونیا است.
از جمله افراد مشهور موافق استقلال کاتولونیا میتوان به خوآن لاپورتا، رئیس  باشگاه فوتبال بارسلونا، جوزف گواردیولا آی سالا معروف به پپ گواردیولا مربی سابق بارسلونا، تیری آنری بازیکن سابق بارسلونا اشاره کرد